# Mudula
Mudula est une ville du sud de l'Éthiopie située dans le woreda spécial Tembaro de la région Éthiopie du Centre.
Mudula se trouve à 2 100 mètres d'altitude[réf. souhaitée] sur la route reliant Hadero à Gimbichu.
Peuplée de 6 174 habitants en 2007, elle est la principale agglomération recensée dans le woreda Tembaro qui est encore, à l'époque, un district de la zone Kembata Tembaro dans la région des nations, nationalités et peuples du Sud.